# Böckten
Böckten est une commune suisse du canton de Bâle-Campagne, située dans le district de Sissach.

Vue aérienne par Walter Mittelholzer (1922).